# Pericolosità sociale
La pericolosità sociale è una condizione che comporta l'applicazione di particolari misure - dette volta a volta misure di sicurezza o misure di prevenzione - nei confronti del soggetto definito socialmente pericoloso.

## Storia
Affermatosi come punto di conciliazione tra la scuola classica e la scuola positiva del diritto penale, il "doppio binario" tra pena e misura di sicurezza è stato introdotto per la prima volta in una normativa codicistica moderna in Italia dal codice Rocco. In quel testo la pericolosità sociale era un modo per superare il principio di tassatività del reato mediante un giudizio prognostico non legato alla commissione di un reato.
Nel dopoguerra le misure di sicurezza sono sopravvissute al cambio di regime costituzionale, ma la giurisprudenza costituzionale ha riequilibrato il sistema prescrivendo che sia sempre un giudice a valutare la pericolosità sociale e che non vi siano mai presunzioni assolute in tal senso.
In compenso l'utilizzo della categoria giuridica della pericolosità sociale si è andato diffondendo a livello internazionale, affiancando misure di sicurezza o di prevenzione alle pene anche negli ordinamenti di consolidata tradizione liberaldemocratica come quello francese e quello britannico.

### Pericolosità sociale psichiatrica
La nascita della categoria giuridica della pericolosità sociale ha consentito anche un nuovo inquadramento teorico dell'infermità mentale in rapporto al processo penale. In questo caso, dopo attenta perizia sullo stato mentale del soggetto autore di reato, il perito del giudice (psichiatra o psicologo con specifica formazione in ambito forense) si pronuncerà sulla presenza o meno di un quadro di patologia mentale in grado di costituire vizio totale o parziale di mente. Nel caso in cui risulti la presenza di vizio di mente, il perito dovrà specificare se al momento della perizia, il quadro psicopatologico persista e se sia tale da rendere il reo socialmente pericoloso. È infatti fondamentale accertare la presenza e la persistenza di pericolosità sociale al momento in cui viene applicata la misura di sicurezza. 
In Italia l'autore di reato infermo di mente, quindi non imputabile (prosciolto) ma socialmente pericoloso, può essere recluso in una "residenza per l'esecuzione delle misure di sicurezza" (REMS), se la pericolosità sociale viene valutata come "elevata". Altrimenti, in caso di pericolosità sociale "lieve", può godere di un altro provvedimento più "morbido", come la libertà vigilata. Quest'ultima misura deve essere accompagnata da prescrizioni idonee a evitare le occasioni di nuovi reati e da cure adeguate a contenere la sua pericolosità sociale. 
L'autore di reato infermo di mente ma non socialmente pericoloso, non è invece soggetto alla misura di sicurezza psichiatrica, ma sarà prosciolto e ne verrà archiviato il caso.

## Nel mondo

### Italia
L'articolo 203 del codice penale definisce socialmente pericolosa: «la persona, anche se non imputabile o non punibile la quale ha commesso taluno dei fatti indicati... ed è probabile che commetta nuovi fatti previsti dalla legge come reati. La qualità di persona socialmente pericolosa si desume dalle circostanze indicate nell'art. 133». Nell'art. 133 c.p., si definisce la capacità a delinquere del colpevole come attitudine a commettere delitti.
Quanto all'utilizzo della medesima categoria per le misure di prevenzione, ha recepito una cinquantennale elaborazione giurisprudenziale il codice antimafia del 2011.